# Vršac
Vršac (cirílico sérvio: Вршац pronunciado [ʋr̩ʃat͡s]) é uma cidade situada na Sérvia. Em 2011 a população total era de 35.701 habitantes, enquanto que todo o território da cidade tinha 52,026 habitantes. Vršac está localizada na região de Banat, na província sérvia de Vojvodina. É parte do Distrito de Banat do Sul.

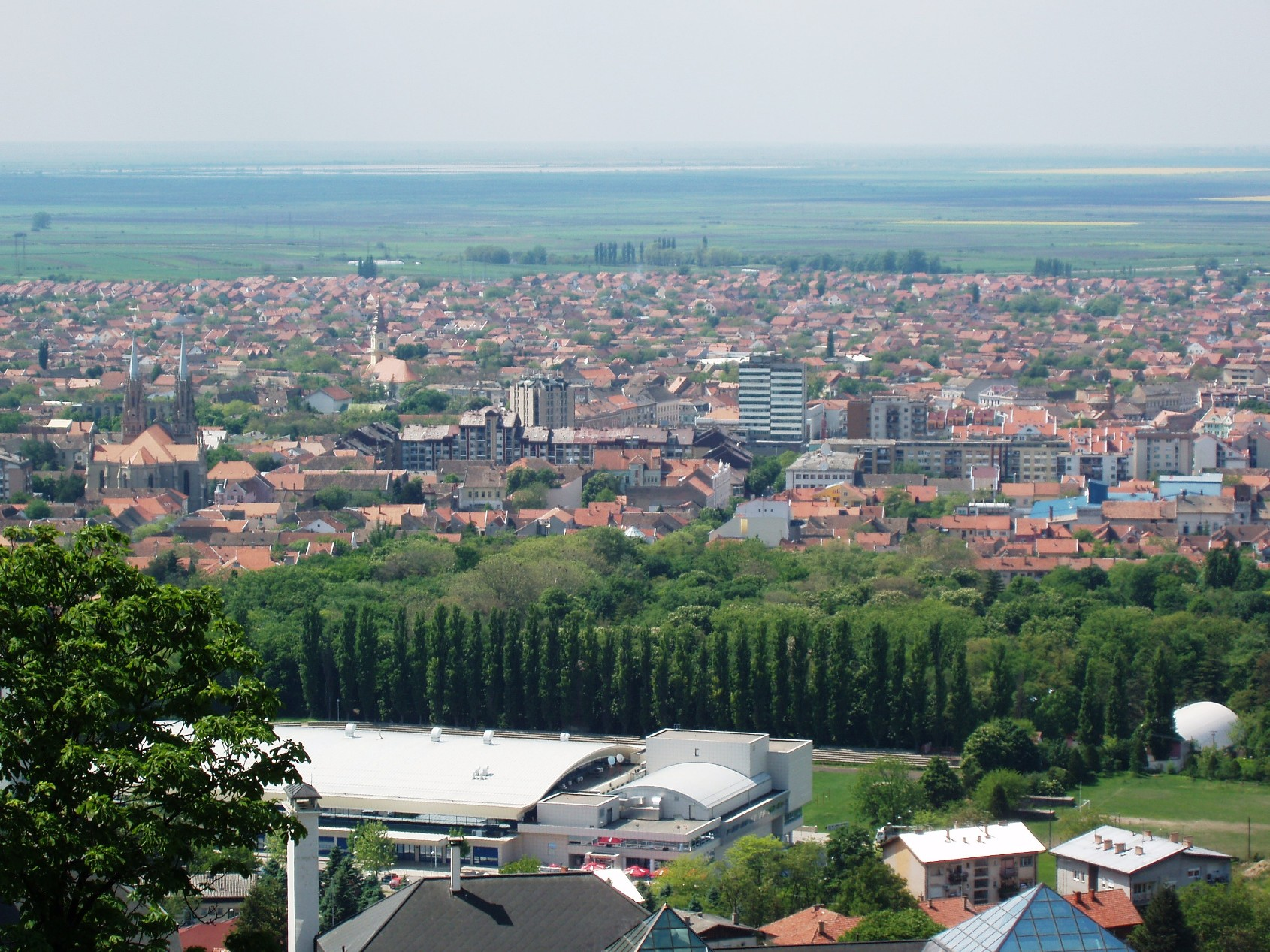
Vista panorâmica da cidade.